# Annette Ferguson
Pour les articles homonymes, voir Nelson et Ferguson.
Annette Mairi Nelson Ferguson est une astronome écossaise spécialisée dans le domaine de l'évolution des galaxies. Elle est professeur à l'Université d'Edimbourg.

## Formation
Originaire d'Écosse, Ferguson est titulaire d'un bachelor en physique et astronomie de l'Université de Toronto et d'un doctorat en astrophysique de l'Université Johns Hopkins de Baltimore. Elle est ensuite boursière postdoctorale à l'Institut d'astronomie de Cambridge, à l'Institut astronomique Kapteyn de Groningen, aux Pays-Bas, et boursière postdoctorale Marie Curie au Institut Max-Planck d'astrophysique de Garching, en Allemagne.

## Carrière
Ses recherches se concentrent sur la réalisation d'observations d'étoiles et de gaz interstellaires dans les galaxies voisines afin de mieux comprendre la formation et l'évolution des systèmes dans la Voie lactée. Une grande partie de son travail s'est concentré sur la galaxie d'Andromède, une galaxie spirale géante dans notre voisinage galactique. Ses recherches exploitent des télescopes au sol dans les îles Canaries, au Chili et à Hawaï ainsi que des instruments sophistiqués à bord du télescope spatial Hubble.
En 2015, elle observe avec son équipe la galaxie M81, dans la constellation de la Grande Ourse, en train d'ingérer les étoiles de son voisinage proche. Elle démontre que l'attraction gravitationnelle de M81 déforme les galaxies adjacentes, entraînant leurs étoiles en longues queues dans un processus appelé décapage des marées[Quoi ?].

## Honneurs
Ferguson a reçu le prix Annie J. Cannon en 2003 et a été élue membre de la Royal Society of Edinburgh, l'Académie nationale d'Écosse pour les sciences et les lettres, en mars 2016. En 2017, elle reçoit le prix de recherche Friedrich Wilhelm Bessel de la Fondation Alexander von Humboldt.

## Publications
Ferguson a publié plus de 200 articles dont :
- (en) A M N Ferguson, A Gil de Paz et al, « The initial mass function in the extended ultraviolet disc of M83 », Monthly Notices of the Royal Astronomical Society,‎ 2020
- (en) Ibata, R., Irwin, M., Lewis, G., Ferguson, A. M., & Tanvir, N., « A giant stream of metal-rich stars in the halo of the galaxy M31 », Nature, vol. 6842, no 412,‎ 2001, p. 49-52
- (en) McConnachie, A. W., Irwin, M. J., Ibata, R. A., Dubinski, J., Widrow, L. M., Martin, N. F., ... & Puzia, T. H., « The remnants of galaxy formation from a panoramic survey of the region around M31 », Nature, vol. 7260, no 461,‎ 2009, p. 66-69